# Licuala klossii
Licuala klossii är en enhjärtbladig växtart som beskrevs av Henry Nicholas Ridley. Licuala klossii ingår i släktet Licuala och familjen Arecaceae. Inga underarter finns listade i Catalogue of Life.